# Tianshe
Tianshe is een daoïstische god. Deze god heeft de kracht om ongelukken teniet te doen en geluk te vergroten. She, 赦 betekent letterlijk strafverlaging. Tianshe wordt vooral aanbeden door gevangenen, omdat die erin geloven dat de god ervoor kan zorgen dat ze eerder vrijkomen. Zijn verjaardag wordt op de 26e van de vijfde maand van de Chinese kalender gevierd.